# Paula Johnsson
Paula Johnsson, född 14 augusti 1991, är en svensk fridykare från Stockholm. Hon tävlar i poolfridykning och har representerat  svenska landslaget på VM 2022 och 2023. Hon var den första svenska som simmade längre än 150 m utan fenor på ett andetag när hon tog svenskt rekord i grenen DNF på 154 m i april 2022.Hon har även tagit svenskt rekord i DYNB, en gren där man simmar med bifenor, med distansen 208 m.